# Boeremag
Il Boeremag (Potere boero in lingua afrikaans) è un'organizzazione politica di destra che punta a sostituire il sistema di governo democratico sudafricano con un regime di apartheid.
I simpatizzanti del Boeremag sostengono che l'African National Congress abbia raggiunto il potere in Sudafrica illegalmente e istituisca organizzazioni paramilitari che su commissione ucciderebbero i boeri, i contadini bianchi. Ai loro occhi il Boeremag esiste essenzialmente per contrastare il potere dell'ANC e per difendere i contadini.
Gli oppositori del Boeremag, compreso il governo sudafricano, lo considerano un'organizzazione terroristica. I servizi di sicurezza del Sudafrica ritengono che il Boeremag sia responsabile degli attentati compiuti a Soweto nel 2002. Per quei fatti nel novembre e nel dicembre del 2002 la polizia sudafricana ha arrestato 26 presunti membri del Boeremag. Ulteriori arresti sono stati portati a termine nel marzo del 2003.
Le prime sedute del processo ai presunti membri del Boeremag sono state celebrate a Pretoria nel maggio 2003. Ventidue uomini sono stati imputati per un totale di 42 volte di tradimento, omicidio e porto abusivo d'armi. Sei di essi si sono proclamati innocenti, due si sono rifiutati di rispondere, uno non si è definito né colpevole né innocente e tredici si sono rifiutati di riconoscere la legittimità delle decisioni dei tribunali. Hanno affermato che la costituzione postapartheid e il governo del Sudafrica sono illegittimi.